# Heinrich Ignaz Biber
Heinrich Ignaz Franz von Biber (Stráž pod Ralskem, 12 de agosto de 1644 - Salzburgo, 3 de mayo de 1704) fue un compositor y violinista austro-bohemio.

## Biografía

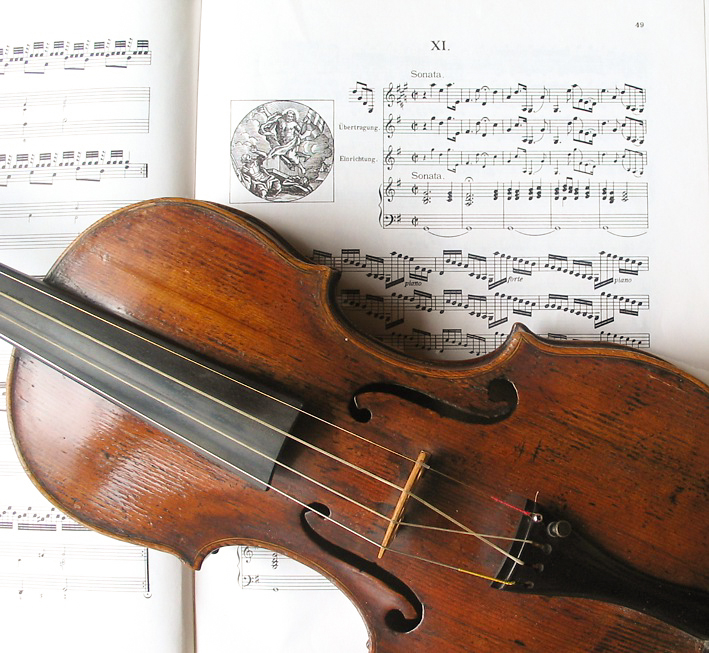
"Reconfiguración simbólica" del violín para la sonata de la Resurrección.

Biber nació en Stráž pod Ralskem (República Checa), dentro del Sacro Imperio Romano Germánico. 
Poco se sabe de su formación, si bien pudo haber estudiado en un centro de los jesuitas en Bohemia.
Antes de 1668, Biber trabajó en la corte del príncipe Johann Seyfried Eggenberg en Graz. Se trasladó a Kroměříž, donde era maestro de la capilla su amigo Pavel Josef Vejvanovský. Biber fue empleado por el Obispo de Olmütz (ahora Olomouc), Karl Liechtenstein-Castelcorno. En Kroměříž disfrutó de una buena reputación y parece que su talento se tuvo muy en cuenta.
En el verano de 1670, el obispo envió a Biber a Absam, cerca de Innsbruck a negociar con el célebre fabricante de instrumentos de cuerda Jacobus Stainer la compra de nuevos instrumentos para la capilla. Pero el compositor después de Absam, fue a Salzburgo, quizá por indicación del lutier, donde entró al servicio del arzobispo Maximilian von Gandolph Khuenburg. Este último estaba en buenas relaciones con Liechtenstein-Castelcorno y por lo tanto éste no tomó ninguna medida contra el compositor. Sin embargo la conducta del Biber era claramente ofensiva, por lo que el obispo de Olmütz lo liberó oficialmente de sus obligaciones sólo en 1676.
Biber permaneció en Salzburgo por el resto de su vida, disfrutando de un éxito considerable y de los correspondientes beneficios económicos y sociales. En el periodo 1676-1684 dedica al arzobispo cuatro obras impresas de música instrumental. En 1677, interpretó su propia música delante del emperador Leopoldo I de Habsburgo, quien lo recompensó con una cadena de oro. En una segunda actuación para el mismo emperador, en 1681, el Rey lo recomendó para una promoción a las filas de la nobleza.
En 1684, tras la muerte de Andreas Hofer, fue nombrado maestro de capilla y decano de la escuela de coro de la catedral de Salzburgo. Después de una segunda petición por el emperador Leopoldo en 1690, fue nombrado caballero con el título de Biber von Bibern. Posteriormente, el nuevo arzobispo Johann Ernst, conde Thun, lo promovió al cargo de Gran Senescal de la corte del arzobispo.
Mientras tanto, el compositor se había casado el 30 de mayo de 1672 con Maria Weiss, hija de un comerciante de Salzburgo. La pareja tuvo once hijos, sólo cuatro de los cuales sobrevivieron hasta la edad adulta. Todos ellos tenían talento para la música: Anton Heinrich (1679-1742) y Karl Heinrich (1681-1749) eran ambos violinistas al servicio de la corte local; en particular, el segundo en 1743 tomó el cargo de maestro de capilla que había ocupado su padre. Sus hijas María Cäcilia (nacida en 1674) y Anna Magdalena (1677-1742) entraron en un convento y a la segunda (contralto y violinista) le fue confiado el coro de la capilla de la Abadía de Nonnberg.

## Obras
Sus prolíficas obras muestran predilección por el canon y por un diapasón armónico que lo hacen anterior a las obras barrocas posteriores de Johann Pachelbel y Johann Sebastian Bach. Se le conocía como virtuoso del violín y su fama actual se debe sobre todo a sus obras para este instrumento, muchas de las cuales emplean scordatura (diferente afinación de las cuerdas).
En muchas de sus obras puede observarse una de la característica principal de la música barroca, la representación de la naturaleza a través de los sonidos. Es el caso, por ejemplo, de su Sonata Representativa, en cual trata de imitar el sonido de los animales, o La Bataglia, en la cual intenta incluso reproducir el ruido de una batalla empleando para ello dos celos contrapuestos.
La música de Biber ha experimentado un redescubrimiento, debido en parte a sus Rosenkranzsonaten ("Sonatas del Rosario") para violín y bajo continuo. Esta notable serie comprende 15 sonatas, una por cada misterio del Rosario, lo que justifica que en inglés sean llamadas Mystery Sonatas. También se las conoce como Sonatas de los Grabados de Cobre, por los grabados que encabezan cada una de ellas. Cada sonata emplea una afinación distinta del violín. Este uso de la scordatura hace que el violín vaya desde el placer de los cinco misterios gozosos (la Anunciación, etc.) al trauma de los cinco misterios dolorosos (la Crucifixión, etc.), pasando por lo etéreo de los cinco misterios gloriosos (la Resurrección, etc.). También es simbólica la reconfiguración del violín: por ejemplo, las dos cuerdas centrales del violín están intercambiadas en la sonata de la Resurrección. 
Biber escribió abundante música de cámara, música coral, conciertos, óperas y un número de piezas más populares, como la serenata Der Nachtwächterruf (el grito del sereno) y la Harmonia Artificiosa-Ariosa. Se le atribuye últimamente la Missa Salisburgensis ("Misa de Salzburgo"), una apabullante versión musical de la misa para 53 voces independientes. Sin estar del todo claro si es suya, se trata de la obra con más líneas contrapuntísticas que cualquiera otra anterior al siglo XX.

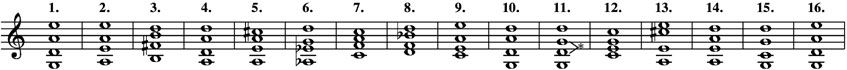
Afinación de las 16 sonatas del Rosario de Biber

## Composiciones

### Obras instrumentales
- Sonatas del Santísimo Rosario (para violín en scordatura y continuo y un pasacalle para violín solo) (también conocidas como las Sonatas del misterio and The Copper-Engraving Sonatas) (1674?)
- Sonata for 6 trompetas, timbal y órgano (1668)
- Sonata representativa (para violín y continuo) (1669)
- Sonata La battaglia (para 3 violines, 4 violas, 2 violones y continuo) (1673)
- Sonatae tam aris quam aulis servientes (para 5-8 instrumentos (trompta, cuerdas y continuo; en varias combinaciones) (1676)
- Mensa sonora (sonatas para violín, dos violas y continuo) (1680)
- 8 sonatas para violín y continuo (1681)
- 12 sonatas Fidicinium sacroprofanum’’ (para 1 o 2 violines, 2 violas y continuo) (1683)
- 7 trío sonatas Harmonia artificioso-ariosa: diversi mode accordata’’ (1 o 2 violines, 2 violas, 2 violas d'amore y continuo en varias combinaciones) (1696)
- Die liederliche Gesellschaft von allerley Humor

### Obras vocales
- Missa Christi resurgentis (c. 1674)
- Missa Salisburgensis (atrib.; para 53 solos instrumentales y vocales independientes) (1682)
- Plaudite tympana (motet) (atrib.; para 53 solos instrumentales y vocales independientes) (1682)
- Applausi festivi di Giove (cantata) (1687)
- Li trofei della fede cattolica (cantata) (1687)
- Alessandro in Pietra (ópera) (1689)
- Chi la dura la vince (ópera) (c. 1690)
- Requiem in A (c. 1690)
- Requiem in F minor (c. 1692)
- Missa Bruxellensis (para 23 solos instrumentales y vocales independientes) (c. 1696)
- Missa Sancti Henrici (1697)
- Trattenimento musicale del'ossequio di Salisburgo (cantata) (1699)

## Discografía
- Missa Salisburgensis a 53 Voci, Escolania de Montserrat, Tölzer Knabenchor, Collegium Aureum, Ireneu Segarra, Harmonia Mundi, 1974
- Requiem à 15 Vesperae à 32, Els Bongers, Anne Grimm, Kai Wessel, Peter de Groot, Marcel Reyans, Simon Davies, René Steur, Kees-Jan de Koning, Amsterdam Baroque Orchestra & Choir, Ton Koopman OCLC 31626490
- Missa Bruxellensis – Jordi Savall, Le Concert des Nations, La Capella Reial de Catalunya – Alia Vox 9808
- Requiem / Battalia – Jordi Savall, La Capella Reial de Catalunya, Le Concert des Nations – Alia Vox 9825
- Biber: Passacaglia for Solo Viola, Arranged by Marco Misciagna (Live) - MM08 - Marco Misciagna, viola